# Rosenthal (Schwarzenberg)

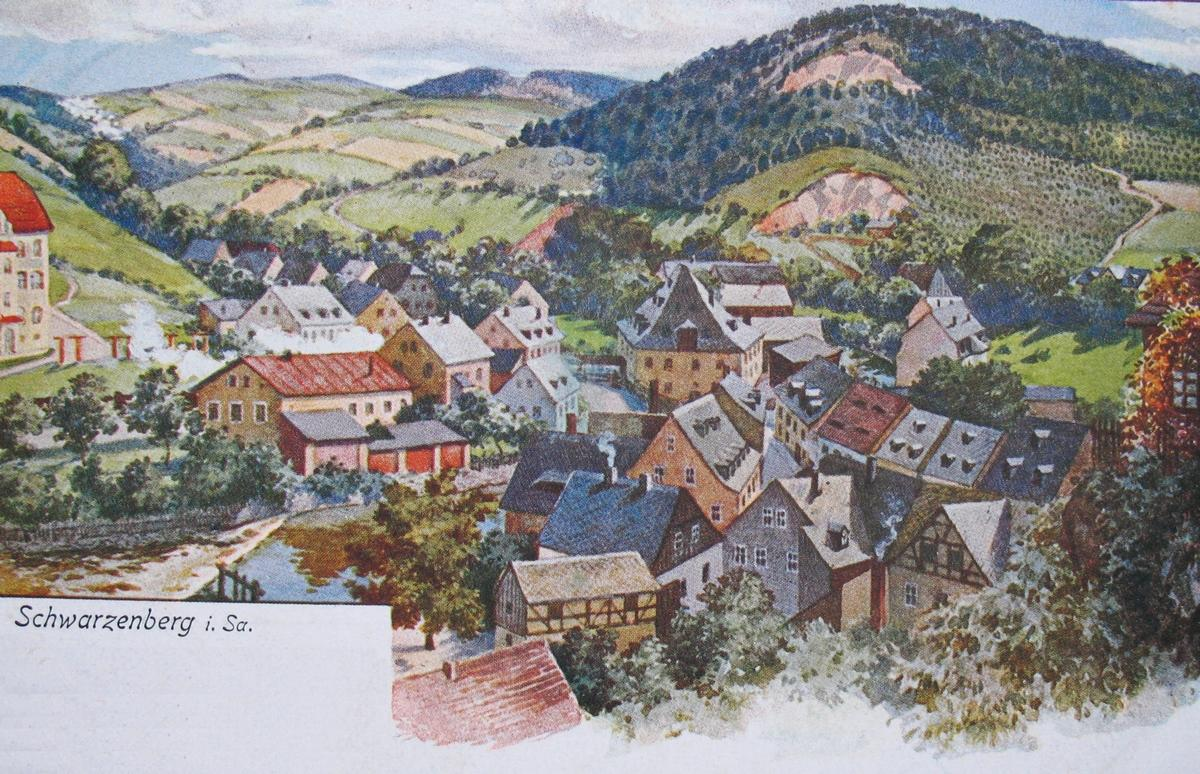
Blick in das Rosenthal (links) (um 1900)

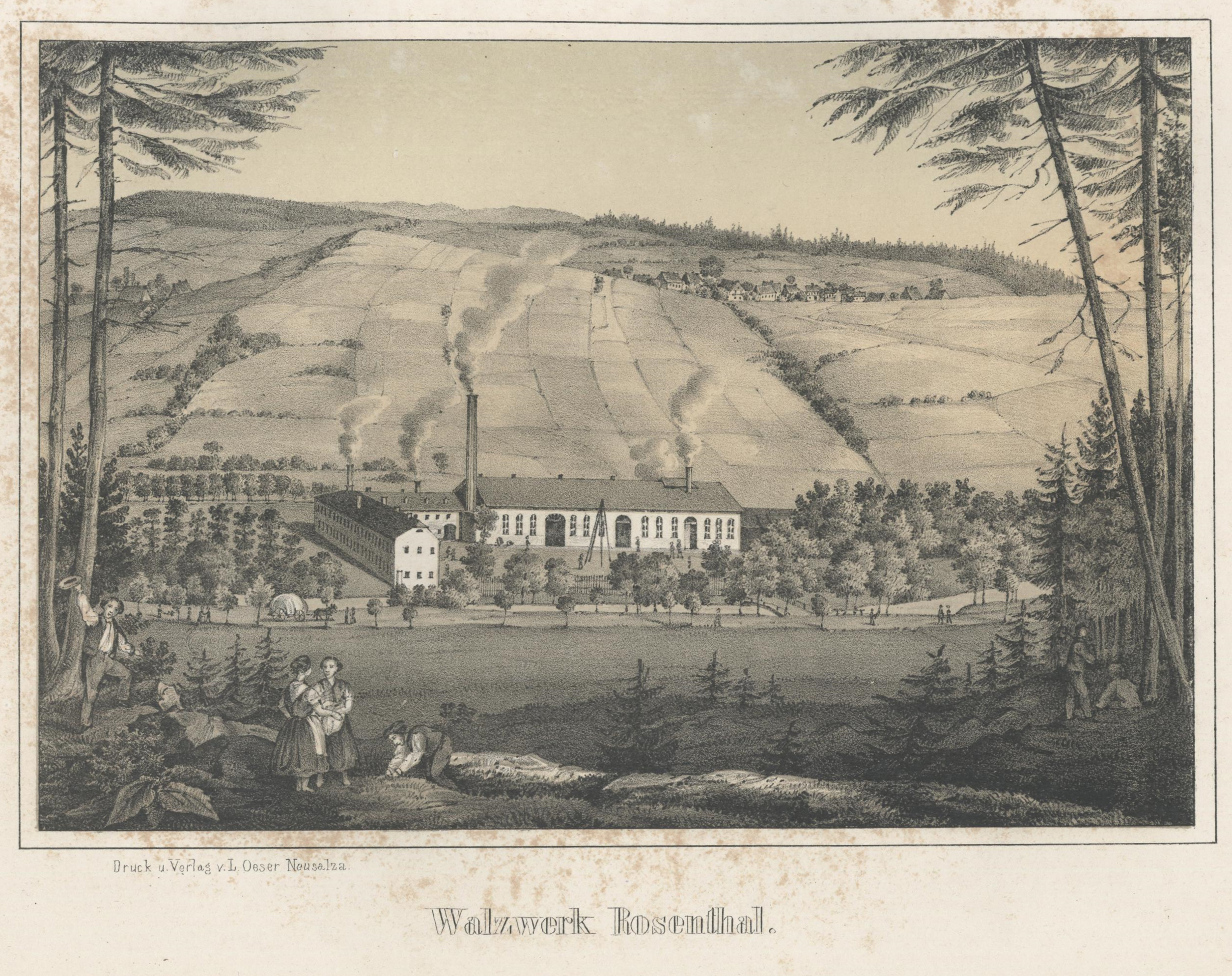
Walzwerk Rosenthal, Album der Sächsischen Industrie, Bd. 2 (1856)

Rosenthal ist die Bezeichnung desjenigen Talabschnittes des Schwarzwassertals im Erzgebirge, der sich südlich von der Stadt Schwarzenberg/Erzgeb. bis zu deren Ortsteil Erla erstreckt. Die dort gelegene Kleingartenanlage trägt noch heute die Bezeichnung Rosenthal.

## Geschichte
In der Industriegeschichte des sächsischen Erzgebirges des 19. Jahrhunderts wurde das Rosenthal durch das dort entstandene Blech- und Stabeisenwalzwerk Rosenthal der 1836 von Carl Gotthilf Nestler und Eduard Wilhelm Breitfeld aus Johanngeorgenstadt gegründeten Firma Nestler & Breitfeld bekannt, das hier nach 1840 errichtet wurde. Es handelte sich um einen Gebäudekomplex, der aus einem 220 Fuß langen, massiven Walzhüttengebäude bestand, welches zwei Blechwalzenstränge mit vier Paar Hartwalzen, einen Stabeisenwalzenstrang mit zwei Paar Stabeisenwalzen und einem Paar Schmiedeeisenwalzen, vier große Scheeren zum Beschneiden des Blechs und des Stabeisens, die sämtlich mit Wasser betrieben wurden, vier Blechglühöfen, einen Schienenofen, zwei französische Luppenfeuer, ein hölzernes Kastengebläse mit eisernem Gerüste, durch eine Turbine betrieben, und einen großen Aufwerfhammer mit eisernem Gerüste enthielt. 
Neben der Walzhütte schloss sich ein Wohn- und Vorratsgebäude an, welches in zwei Flügel, die rechtwinklig zueinander standen, aufgeteilt war. Dort befanden sich eine Werksschmiede und eine Schlosserei, verschiedene Vorratsräume sowie Wohnungen für den Betriebsbeamten, die Meister und mehrere Arbeiterfamilien.
Mit Errichtung der Walzwerkgebäude, die durch einen massiven Zaun gegen das Umland abgegrenzt wurden und einen großen, vollständig geschlossenen Hofraum bildeten, war im Rosenthal eine separat gelegene Werkssiedlung am Schwarzwasser entstanden. Nach dem 1883 erfolgten Bau der Eisenbahnstrecke von Schwarzenberg nach Johanngeorgenstadt wurde die separate Lage des Walzwerkes im Rosenthal durch den hohen Bahndamm noch verstärkt.
Der Antrieb des Walzwerkes erfolgte zunächst durch das Wasser von drei oberschlägigen, teils eisernen, teils hölzernen Wasserrädern, wozu eigens ein Kunstgraben aus dem Schwarzwasser abgeleitet wurde. Später erhielt das Werk Dampfmaschinenantrieb.
Im Walzwerk Rosenthal wurden vor allem Schwarzbleche aller Art und Nagelschienen für Maschinennägel hergestellt.